# Kabupaten Tapanuli Selatan
Kabupaten Tapanuli Selatan är ett kabupaten i Indonesien.   Det ligger i provinsen Sumatera Utara, i den västra delen av landet, 1 200 km nordväst om huvudstaden Jakarta. Antalet invånare är 272 489.